# Kurt Weyher
Kurt Weyher (* 30. August 1901 in Graudenz; † 17. Dezember 1991 in Wilhelmshaven) war ein deutscher Marineoffizier, zuletzt Konteradmiral im Zweiten Weltkrieg. Er ist der Vater von Hein-Peter Weyher, der von 1991 bis 1995 Inspekteur der Marine war.

## Laufbahn

### Erster Weltkrieg
Weyher trat am 2. April 1918 als Kriegsfreiwilliger mit der Anwartschaft auf eine Seeoffizierslaufbahn in die Kaiserliche Marine ein. Nach der Grundausbildung an der Marineschule Mürwik wurde er im Juli 1918 auf den Großen Kreuzer Freya versetzt und wechselte im September 1918 auf den Kleinen Kreuzer Regensburg. Nach Kriegsende wurde er zunächst beurlaubt. Ab Januar 1919 beteiligte er sich an den auf die deutsche Revolution folgenden Kampfhandlungen zunächst als Angehöriger des Grenadier-Regiments 11, dann ab Januar 1920 der Marine-Brigade von Loewenfeld. Dort erfolgte am 21. Februar 1920 seine Ernennung zum Fähnrich zur See.

### Zwischenkriegsjahre
Im Juni 1920 kehrte er in den Marinedienst bei der nunmehrigen Reichsmarine zurück und komplettierte seine Offizierausbildung an der Marineschule, auf dem Segelschulschiff Niobe, anderen Bordkommandos und Lehrgängen. Ab Januar 1923 wechselten Bord- und Landverwendungen ab, letztere vor allem im Ausbildungsdienst. Weyher diente als Wachoffizier auf dem Torpedoboot G 10, dem Vermessungsschiff Meteor. Von 1927 bis 1929 war er Wachoffizier auf dem Segelschulschiff Niobe und anschließend als Teil der Erstbesatzung Rollenoffizier auf dem Leichten Kreuzer Königsberg. Von September 1930 bis September 1932 war er Kommandant des Torpedoboots G 11. Nach einer weiteren kurzen Tätigkeit als Ausbildungsoffizier an der Marineschule nahm er an der Baubelehrung für das neue Segelschulschiff Gorch Fock teil, dessen Erster Offizier er bei der Indienststellung des Schiffes am 27. Juni 1933 wurde. Von Dezember 1934 bis Oktober 1936 war Weyher Kompaniechef in der Schiffsstammdivision Ostsee und anschließend bis November 1938 Navigationsoffizier auf dem Leichten Kreuzer Nürnberg. Von Januar bis September 1939 kommandierte er das Segelschulschiff Horst Wessel.

### Zweiter Weltkrieg
Mit Ausbruch des Zweiten Weltkriegs wurde Weyher von der Horst Wessel abgezogen und übernahm am 9. Dezember 1939 das Kommando über den Hilfskreuzer Orion. Mit diesem Schiff lief er am 6. April 1940 zu einer Feindfahrt aus, die er mit der Rückkehr des Schiffes nach fast anderthalb Jahren am 23. August 1941 abschloss. Auf dieser Reise in den Raum Australien und Neuseeland wurden Minen gelegt und zehn feindliche Handelsschiffe versenkt. Hinzu kamen zwei Versenkungen im Zusammenwirken mit anderen deutschen Hilfskreuzern. Für diese Leistungen wurde Weyher am 21. August 1941 das Ritterkreuz des Eisernen Kreuzes verliehen.
Nach seiner Rückkehr wurde er als Erster Admiralstabsoffizier zum Admiral Ägäis versetzt, 1942 in gleicher Funktion zum Marinegruppenkommando Süd in Sofia. Von Januar bis Juni 1944 war er Chef des Deutschen Marinekommandos Konstanza und zugleich Chef der 10. Sicherungs-Division, anschließend wurde er bis Oktober 1944 Kommandant der Seeverteidigung Kreta. Seine letzte Verwendung im Krieg war ab 2. November 1944 die des Seekommandanten Ostfriesland in Norden. In dieser Funktion wurde Weyher am 1. Januar 1945 zum Konteradmiral befördert. Nach Kriegsende kooperierte er eng mit der britischen Besatzungsmacht bei der Entwaffnung der deutschen Truppen in seinem Verantwortungsbereich. Vom 22. Juli 1945 bis 6. Juni 1947 war er in britischer Kriegsgefangenschaft.

### Tätigkeit außerhalb der Marine
Seine Erlebnisse auf der Orion beschrieb Weyher in dem 1953 erschienenen Buch „Vagabunden auf See“, das er selber illustrierte. Bereits während seiner Dienstzeit betätigte sich Kurt Weyher als Marinemaler und hat während der Reise der Orion und besonders nach seiner Pensionierung eine große Anzahl von Gemälden, Aquarellen, Skizzen und Schiffsmodellen geschaffen. Nach seinem Tode widmete ihm das Cuxhavener Stadtmuseum im Sommer 1992 eine Ausstellung seiner Werke.
Von 1967 bis 1969 war Weyher Präsident des Deutschen Marinebunds.

## Auszeichnungen
- Schlesischer Adler II. und I. Stufe
- Bewährungsabzeichen der III. Marine-Brigade
- Olympia-Ehrenzeichen II. Klasse
- Wehrmacht-Dienstauszeichnung IV. bis II. Klasse
- Medaille zur Erinnerung an den 1. Oktober 1938
- Spanienkreuz
- Eisernes Kreuz (1939) II. und I. Klasse
- Kriegsabzeichen für Hilfskreuzer
- Komtur des St. Alexander-Ordens mit Schwertern
- Deutsches Kreuz in Gold am 18. Mai 1944[1]
- Militärorden Michael der Tapfere III. Klasse
- Komtur des Stern von Rumänien mit Schwertern
- Verdienstkreuz am Bande des Verdienstordens der Bundesrepublik Deutschland am 29. April 1977